# Arachnodes bicolor
Arachnodes bicolor là một loài bọ cánh cứng trong họ Bọ hung (Scarabaeidae).